# Dumitru Cipere
Dumitru Cipere (Drobeta-Turnu Severin, 22 ottobre 1957) è un ex pugile rumeno.

## Palmarès

### Olimpiadi
- 1 medaglia:
  - 1 bronzo (Mosca 1980 nei pesi gallo)

### Europei dilettanti
- 1 medaglia:
  - 1 bronzo (Tampere 1981 nei pesi gallo)